# Гладколобые кайманы
Гладколо́бые кайма́ны (лат. Paleosuchus) — род крокодилов из семейства аллигаторовых (Alligatoridae), подсемейства Caimaninae. Населяют северную часть Южной Америки, на юг до 20—25° южной широты.

## Охранный статус
Благодаря успешной природоохранной деятельности и эффективной защите гладколобых кайманов, к 1988 году они оказались вне опасности. Это позволило вывести их из списков Красной книги МСОП. Хозяйственное использование их сейчас строго регламентировано, а торговля регулируется в соответствии с положениями Приложения II Конвенции о международной торговле.

## Иллюстрации
- Гладколобый кайман Шнайдера (Paleosuchus trigonatus)